# Deutsche U19-Unihockeynationalmannschaft der Frauen
Die deutsche U19-Unihockeynationalmannschaft ist die Auswahl deutscher Unihockeyspielerinnen der Altersklasse U-19. Sie repräsentiert Deutschland auf internationaler Ebene, beispielsweise in Freundschaftsspielen gegen die Auswahlmannschaften anderer nationaler Verbände, aber auch bei der in dieser Altersklasse ausgetragenen Weltmeisterschaft.

## Platzierungen

### Weltmeisterschaften
| WM   | Austragungsort(e)           | Rang         |
| ---- | --------------------------- | ------------ |
| 2004 | Tampere                     | 7. Platz     |
| 2006 | Naunhof, Leipzig            | 8. Platz     |
| 2008 | Babimost, Wolsztyn, Zbąszyń | 8. Platz     |
| 2010 | Olomouc                     | 11. Platz    |
| 2012 | Nitra                       | 11. Platz    |
| 2014 | Babimost, Wolsztyn, Zbąszyń | 11. Platz    |
| 2016 | Belleville                  | 9. Platz     |
| 2018 | St. Gallen, Herisau         | qualifiziert |
| 2021 | Uppsala                     | 8. Platz     |